# Konrad Mengel
Konrad Mengel (* 8. November 1929 in Rosenthal (Hessen); † 12. Juli 2012) war ein deutscher Agrikulturchemiker.

## Leben
Mengel besuchte ein Gymnasium. Nach dem Universitätsstudium erhielt er 1954 sein Diplom als Diplom-Landwirt. Im Fach Agrikulturchemie wurde er in Gießen am 1. Dezember 1956 zum Dr. agr. promoviert. Am 23. Januar 1962 habilitierte sich er für das Fach Pflanzenernährung. Im selben Jahr begann er seine Lehrtätigkeit an der Universität Gießen, ab 1967 als außerplanmäßiger Professor. Von 1967 bis 1976 war er Direktor der Landwirtschaftlichen Forschungsanstalt Büntehof in Hannover. 1975 wurde er auf die Professur für Pflanzenernährung der Justus-Liebig-Universität Gießen berufen. Er lehrte dort als Honorarprofessor von 1976 bis zu seiner Emeritierung 1995. Als Gastdozent hatte zudem Mengel an der türkischen Universität Izmir gewirkt.
Seine Forschungsschwerpunkte waren Implementierung der Elektro-Ultrafiltrationstechnik für das Nährstoffmanagement von Zuckerrüben in der landwirtschaftlichen Praxis, Untersuchungen zur Bedeutung der Plasmalemma-H+-ATPase für die Ionenaufnahme der Pflanze, Ursache der Fe-Chlorose, die Wirkung von Phosphatdüngemitteln und ertragsphysiologische Arbeiten an Getreidekörnern.
Konrad Mengel war seit 1955 verheiratet. Er hatte vier Kinder.

## Schriften (Auswahl)
- mit E. A. Kirkby: Principles of Plant Nutrition. 3. Auflage. 1982.
- Ernährung und Stoffwechsel der Pflanze. 6. Auflage. Jena 1984; weitere Auflage ebenda 1991, ISBN 3-334-00310-8.
- mit Volker Zickermann: Einführung in die Biochemie. Berlin 2007, ISBN 3-86541-046-4.